# Parlamentarna komisija za kultove u Francuskoj
Francuska narodna skupština, donji dom Francuskog parlamenta,postavila je Parlamentarnu komisiju odgovornu za kultove u Francuskoj (фр. Commission parlementaire sur les sectes en France) 11. jula 1995. godine prateći dešavanja uključujući članove Reda Solarnog hrama kasne 1994. godine u francuskom regionu Verkor, Švajcarskoj i Kanadi. Predsedavana od strane portparola Alan Gesta (Alain Gest), člana udruženja francuske demokratske konzervativne stranke, komisija je morala da odredi šta bi trebalo da sačinjava kult. Došlo je do kategorizacije različitih grupa prema njihovim pretpostavljenim pretnjama ili neškodljivostima ( prema članovima grupa njih samih ili prema društvu i državi). Komsija je dostavila izveštaj u decembru 1995. godine.
Neki od stranih gradjana i pojedini organizatori, uključujući i Scijentološku crkvu i Ministarstvo spoljnih poslova SAD, kritikovali su metodološku kategorizaciju kao takvu. Parlamentarna komisija je uvek imala na umu poteškoće uspostavljanja bilo kakve objektivne klasifikacije, iako nikada nije došao u pitanje pravi etnički i politički imperativ radnje, u svesti Reda Solarnog hrama „masovna ubistva” i ostale opasne aktivnosti kulta koja se dešavaju širom sveta ( kao na primer, 1995. godine napad otrovnim gasom u metrou u Tokiju od strane Aum Shinrikyo grupe). Komisija je održala razna saslušanja nad osobama koje su bile uključene u aktivnosti novoreligijskih pokreta ili umešane u Protivkultne pokrete, tražili su od francuske tajne službe Renseignements Généraux da im dostavi listu NRM aktivnosti i članstava. ( Za listu grupa ( sa prevedenim imenima) uključenih u izveštaj iz 1995. godine, pogledajte Governmental lists of cults and sects)
Potom je francuska Parlamentarna komisija odgovorna za kultove prijavila izveštaj 1999. i 2006. godine.
Godine 2005. skup pravila koji je uznemirio aktuelnu opreznost zabrinutih kultova, francuski premijer predložio je obavezu da se promene kultna ponašanja i organizacija, lista specifičnih kultova ( koje su formirale deo izveštaja iz 1995. godine) je postala manje važna. Predsednik Vlade tražio je od svog civilnog osoblja da u odredjenim slučajevima izbegavaju u zavisnosti od srodnih lista kultnih grupa već da umesto toga primenjuju kriterijume odredjene u konsultaciji sa Medjuministarskom komisijom za praćenje i borbu protiv kultnih devijacija ( Interministerial Commission for Monitoring and Combating Cultic Deviances- MIVILUDES).

## Istorija
Prva parlamentarna komisija odgovorna za kultove u Francuskoj osnovana je 1995. godine, ali kultovi su već dugo bili praćeni od strane Centralne direkcije generalne obaveštajne službe (Direction centrale des renseignements généraux). Izveštaj na ovu temu bio je donet još 1983. godine od strane Alana Vivijena (Alain Vivien), na zahtev premijera.
Komisija iz 1995. godine pokušala je da proceni veličinu kultnog fenomena sve to vreme i sastavila je listu od 173 kulta koji su ispunjavali bar jedan od deset kriterijuma opasnosti definisane od strane Centralne direkcije generalne obaveštajne službe (RG). Kako god, to nije bila definitivna ili iscrpna lista. Dan nakon publikacije izveštaja, navodeći da 23.decembra 1995.godine, , tela 16 žrtava „kolektivnog suicida“ Reda Solarnog hrama su pronađena, kontributovalo je dajući izveštaj o posebnoj rezonanci, iako se nije pomenuo Red Solarnog hrama na datoj listi.
Prateći ovaj izveštaj, Međuministarska observatorija zadužena za sekte (Observatoire interministériel sur les sectes) osnovana 1996.godine, zatim 1998.godine, Vlada razvija novu međuministarsku organizaciju, međuministarska misija za borbu protiv sekti (the Mission interministérielle de lutte contre les sectes) (MILS), koji je kasnije bio zamenjen od strane MIVILUDES. Zatim su objavili sopstvene studije, koje su često zamenjivane sa parlamentarnim izveštajima.
Druga Parlamentarna komisija odgovorna za kultove objavila je drugi izveštaj 1999.godine, poznatiji kao „parlamentarni izveštaj o kultovima i novcu“. Namera mu je bila da napravi posedstvo finansijskih, naslednih i taksativnih situacija kultova, njihove ekonomske aktivnosti i njihove odnose sa poslovanjem zajednice.
Godine 2001. About-Picard zakon ojačao je zakonodavstvo protiv kultova.
Godine 2006., francuska Narodna skupština odlučija je da osnuje novu Parlamentarnu komisiju o uticaju kultova i posledicama njihovog učenja na mentalno i fizičko zdravlje maloletnika.
Godine 2008., Unija za narodni pokret, njen portparol Žak Mjard ( Jacques Myard), dostavio je predlog za Parlamentarnu komisiju odgovornu za kultove posebno u medicinskim i paramedicinskim poljima.

## Komisija iz 1995. godine
Njen izveštaj bio je javno prihvaćen 20.decemra 1995.godine od strane 7 poslanika koji su bili prisutni (od 21, ostali članovi nisu prihvatili njihovu objavu zbog poštanskog štrajka). Žan Pjer Brard (Jean-Pierre Brard), potpredsednik Komisije, smatrao je da su predlozi bili „neefikasni“ i želeo da usvoji „specijalno zakonodavstvo“ kako bi se efikasno borio protiv opasnih kultova. Rekao je: „Ovaj glas nije reprezentativan za celokupnu Komisiju. Da sam bio prisutan, bio bih suzdržan“. Pravila Narodne skupštine tvrde da je izveštaj još uvek validan uprkos broju prisutnih.

### Definicja kulta
Vidi još: Kult
Izveštaj kaže: „Dvadeset saslušanja bila su sprovedena pod ovim okolnostima, za ukupno 21 sat. Dozvolili su komisiji da zabeleži informaciju, iskustvo i analizu da ljudi imaju, iz raznih razloga, temeljno znanje o fenomenu kultova, bili to administratori, doktori, pravnici, sveštenici, predstavnici organizacija koji pomažu žrtvama kultova, i naravno, bivši članovi kultova i vođe kultskih asocijacija. Komisija takođe je zahtevala pomoć od raznih agencija u pokušaju da objasni najbolje znanje obima njegovih studija“. Ministar unutrašnjih poslova Francuske bio je najvažniji izvor informacija.
Data težina definisanja koncepta kulta, Komisiju navodi da nastavi upotrebu kriterijuma praćenih od strane Centralne direkcije generalne obaveštajne službe (Direction centrale des renseignements généraux), koja uključuje kao „telo dokaza, od kojih svako može dovesti do dugotrajne rasprave“.
- Pretnje po ljude:
  - Mentalna destabilizacija;
  - Preterani finansijski zahtevi;
  - Odvajanje nekoga od kućnog okruženja;
  - Oštećenje fizičkog integriteta;
  - Indokrinacija dece;
- Pretnje po zajednicu:
  - Više ili manje anti-socijalnog govora;
  - Remećenje javnog reda;
  - Značaj sudskog učešća;
  - Moguća diverzija tradicionalnih ekonomskih krugova;
  - Pokušaj infiltriranja javne vlasti.

Komisija veruje da je bila svesna da „ni elita niti mali broj pratilaca, čak i ekscentričnost ne može biti zadržana kao kriterijumi“ i objašnjava: „obim njegovih studija bio je dobrovoljno suzdržan na određen broj organizacijskih okupljanja, obično oko duhovnog vođe, ljudi deleći isto verovanje u biću ili broj transcendalnih ideja, smeštenih ili ne kao izgledi sa „tradicionalnim“ religijama (Hrišćanin, Musliman, Hindu, Budista) koji su bili isključenih iz ovih studija, i one na koje je i nekad bilo sumnjano da su bilo kakve aktivnosti suprotne javnom mnjenju ili individualne slobode“.
Svesno da ne daje rezultate tačno nepristrasno, Komisija ipak odabira te kriterijume da sprovede parcijalne analize realnosti, držeći do zdravog razuma da će javnost pripisati pojam kultu.
Objavljeni izveštaj Parlamentarne Komisije iz 1995.godine (poznatog kao Rapport Gest-Guyard), koji se pojavio 22.decembra 1995.godine, ostaje do ovog dana kao jedan od zvaničnih pokušaja u svetu da se kategorišu različiiti pokreti prema potencijalnim pretnjama koje oni mogu predstavljati.

### Kritike

#### Kontroverze na kriterijume i izvore
Kriterijumi izabrani od strane RG-a da ustanove opasnost pokreta bili su kritikovani, jer su se smatrali kao nejasni i da su mogli da uključuju mnoge organizacije, religiozne ili ne.
Jedna od prvih kritika od strane Bišopa Žan Verneta (Bishop Jean Vernette), državnog sekretara francuske episkopatije na studije o kultovima i novih religijskih pokreta, koji su uznemiravani da ovi kriterijumi mogu biti primenjeni na skoro sve religije. Povrh toga, sociolozi kao što je Bruno Etijen (Bruno Étienne) naglasio je da psihička manipulacija ne bi trebalo biti definisana od strana policajaca Renseignements généraux. Lista kultova je bila bazirana na kriterijumu definisanom od strane Renseignements généraux, ali bez specifikovanja koja od njihovih učenja su posebno kritikovana.
Dodatno, tajnost poslovanja načinjena od strane RG dovela je do pitanja prisutnosti ili odsutnosti odredjenih organizacija sa liste. Bruno Etijen zapitao se o prisutnosti CEDIPAC SA kompanije, prethodno poznate kao European Grouping of Marketing Professionals (GEPM), dok njena aktivnost nije postala aktivna u religijskom području. Odsutnost Opus Dei ili masonstva takodje je uzdigla pitanja.
Dodatno, Iv Bertrand (Yves Bertrand), generalni direktor Renseignements généraux od 1992 do 2003.godine, govorio je 2007.godine o svom zajedničkom radu sa parlamentarnim izveštajima o kultovima, i verovao da Scijentizam i Jehovini svedoci ne zaslužuju da budu okarakterisani kao đavolji i „postaviti na isti nivo neke kompanije sa razmišljanjima i kultskim pokretima koji oduzimaju slobodu svojim članovima, rezultat biva obrnut od zeljenog“.

#### Kontraverza arhivnog sadržaja
Neki pokreti su tražili pristup dokumenata koji su doveli do njihove klasifikacije na listu kultova od strane parlamentarne komisije. Država je to odbila, navodeći rizik po javnu bezbednost i sigurnost države u slučaju otkrivanja informacija Renseignements généraux. Nekoliko pokreta je ustupilo legalnoj proceduri koja je trajala nekoliko godina pre nego što su dobili pristup tajnim dokumentima. Asocijacija Jehovinih svedoka napokon je uspela 2006. godine, nakon zahteva koji je bio poslat u Savet države (Conseil d'État (France)). Prve presude na ovu temu su date 2005. godine od strane administrativnog suda žalbi u Parizu,  nakon proučavanja dokumenata da procene zasluge odbijanja ministarstva unutrašnjih poslova, koji je obratio pažnju na rizik javne bezbednosti. 3.jula 2006. godine, Savet države odbio je žalbu ministra unutrašnjih poslova i potvrdio istog dana  poništenje odluke od strane ministra unutrašnjih poslova koji je odbio da obezbedi hrišćanskom udruženju Jehovinih svedoka (the Christian Federation of Jehovah's Witnesses) dokumentaciju napravljenu od strane RG za drugi izveštaj. 18.decembra 2006. godine, na novinarskoj konferenciji u Parizu, Jehovini svedoci objavili su akte RG-a za Komisiju odgovornu za kultove iz 1995. godine. Prema Le Monde-u, ovaj posao „koji je objavljen osam godina nakon procesovanja, samo uključuje oblik prezentacije i listu njihovih mesta bogosluženja.
Scijentološka crkva dobila je pristup dokumentima RG-a, i njihov portparol je izjavio „Ničeg nije bilo u aktima“.
Univerzalna crkva Božijeg kraljevstva takodje je dobila pravo da pristupi aktu napravljenom od strane RG-a koje je opravdalo njenu klasifikaciju kao kulta u parlamentarnom izveštaju. U odluci iz 1.decembra 2005. godine  validnom po Savetu država,  administrativni sud žalbi u Parizu, preokrenuo je odbijanje ministra unutrašnjih poslova kako bi dozvolio zahtev asocijacije i objavljivanja zatraženih aktova.

#### Nedostatak suparničke debate
Parlamentarni izveštaj je žestoko kritikovan od strane SAD-a 1999.godine, izveštaj o slobodi religije širom sveta sproveden je od strane Ministarstva spoljnih poslova optužujući ga za nedostatak ikakvog kontakta sa optuženim grupama i nedostatak suparničke debate.
Francuska grana društva za promovisanje tradicije, porodice i privatnog vlasništva žalila se o nemogućnosti ispravljanja izveštaja, govoreći: „Lista zasnovana na izveštaju (...) sadrži nepravedne kvalifikacije nekih grupa lažno navedenih kao kultovi, sa svim postojećim posledicama po njihove članove i aktivnosti, ta lista bila je daleko puštena u medijima. Ali niko od njih to nije čuo. Niko ne bi mogao da dobije nikakvo vraćanje ili novu odluku jer nijedna vlast nije sposobna da preuzme ovaj slučaj. U Ministarstvu pravde, ova stvar je jako ozbiljna, postoji zabrinutost da će se obnoviti uz druga sredstva“.

#### Rafarinov skup pravila iz 2005. godine
27.maja 2005. godine (odmah pre nego što je napustio kancelariju), tadašnji premijer Francuske, Žan Pjer Rafarin (Jean-Pierre Raffarin), izdao je skup pravila koji je uzrokovao da Vlada mora obučavati opreznost u preduzimajućim merama evolucije kultnog fenomena, napravio je listu pokreta pripisanih Parlamentarnom izveštaju iz 1995. godine koji su sve manje bitni, bazirani na opservaciji malih kratkotrajnih grupacija, mobilnih i manje podložni ponašanju, čineći temeljno uzimanje mogućnosti emitovanja preko interneta.
Predsednik Vlade tražio je od svog civilnog osoblja ispravljanje broja prethodno izdatih komandi, da prihvate kriterijume u kosultaciji sa MIVILUDES, i da izbegnu povratak na liste grupa za identifikaciju kultnih devijacija. 

## Komisija 1999. godine

### Sadržaj
Dalje je francuska Parlamentarna komisija 1999. godine prijavila povezanost kultova sa novcem i ekonomijom. Nekoliko grupa ranije izostavljenih iz izveštaja iz 1995.godine su dodati (AMORC, Antropozofija,At the Heart of the Communication, Prima Verba, Energo-Chromo-Kinese) izveštaj govori da su Jehovini svedoci i crkva Scijentizma bili najbogatiji kultovi, čiji j godišnji budžet dostizao 200,000,000 i 600,000,000FF (OKO 30,500,000€ I 9,147,000€). Sōka Gakkai , Ancient Mystical Order Rosae Crucis , Sukyo Mahikari , New Apostolic Church , Unification Church , Dianova, Association of the Triumphant Vajra (Mandarom) i Antropozofija imali su godišnji prihod imeđu 20 i 50,000,000 FF (približno 3,000,000€ i 7,600,000€).

### Kontroverza antropozofije
Publikacija datog izveštaja izazvala je burne reakcije; kako god, udruženje medicinskih antropolozofa Francuske, finansijska korporacija NEF i Federacijska škola Steiner (the Union des associations médicales anthroposophiques de France, the Société financière de la NEF and the Fédération des Écoles Steiner), u vlasništvu antropozofije, pokušali su da preuzmu pravne mere. Nakon predstavljanja izveštaja na France 2 TV, optužba za klevetu bila je prijavljena protiv predsednika parlamentarne komisije Žak Gajarda (Jaques Guyard). Okružni sud u Parizu ( Tribunal de grande instance de Paris) rekao je da je Gajard bio „u nemogućnosti da opravda ozbiljnu istragu i da podrži svoje tvrdnje, koje je uzastopno nazivao „tajnom“ prirodom pola komisije“. I da se "kontradiktorna priroda sprovedene istrage sastojala od stanja upitnika koji je primilo 60 pokreta smatranih kao kultovi."  Dodatno, „sudije su smatrale da povrede tužitelja bile važne, pošto su klevetske izjave bile upućene od strane zamenika predsednika ili portparola komisije, čijem autoritetu i nadležnosti se ne može sumnjati. U septembru 2001.godine, Apelacioni Sud u Parizu sačuvao je njihov zaključak ali Žak Gajard je dobrovoljno dao ostavku. 

## Nezavisni komentari 2000. godine
Godine 2000. godišnji izveštaj komisije SAD-a za međunarodnu versku slobodu (United States Commission on International Religious Freedom), izdat od strane Biroa za demokratiju, ljudska prava i rad američkog Ministarstva spoljnih poslova (Bureau of Democracy, Human Rights, and Labor of the U.S. Department of State), tvrdi:

Publicitet koji je usledio (izdavanjem parlamentarnog izveštaja protiv sekti) doprineo je atmosferi netolerancije i sklonosti protiv manjinskih religija. Neke verske grupe prijavile su da su njihovi članovi pretrpeli povećanu netoleranciju nakon što su bili identifikovani na listi.

## Nezavisni komentari 2004. godine
U godišnjem izveštaju iz 2004.godine, komisija za medjunarodne verske slobode je zabeležila:

[...] službene inicijative i aktivnosti vlade koje se odnose na “sekte” ili “kultove” su stvorili odredjenu dozu netrpeljivosti prema članovima verskih manjina u Francuskoj.[...] Inicijative ovog tipa (objavljivanje izveštaja koji karakterišu odredjene grupe kao opasne i nastanak agencija koje nadgledaju i bore se protiv istih) su posebno zabrinjavajuće jer se uzimaju kao model državama u istočnoj Evropi gde su sprovodjenje zakona i ostala ljudska prava mnogo slabija nego u Francuskoj.

Izveštaj iz 2004. godine je zaključen procenom da je rekonstrukcija glavne francuske agencije koja se bavi ovim problemom (odnosi se na MIVILUDES) unapredila versku slobodu u Francuskoj.

## Komisija 2006. godine
U saopštenju 28. juna 2006. godine, nekoliko poslanika iz Socijalne partije, iz UDF (Unija francuske demokratije), i ostalih, su izjavili kako su “ odredjeni ljudi mislili da mogu da proslave takozvanu prekretnicu u francuskoj politici u odbrani individualnih i kolektivnih sloboda protiv opasnog ponašanja sekti i obnovljenog ispitivanja parlamentarnih izveštaja iz 1995. i 1999.godine, kao rezultat pojave premijerovog teksta."  Govornici su rekli da je problem o kome priča premijer vezan za informacije prikupljene u 1995. I 1999. godini postaje sve stariji.  Dodali su nastanak nove Komisije za ispitivanje, koja bi dozvolila “usaglašavanje sa novim trenutnim stanjem u kultskim(sektaškim) pokretima." 
28. Juna 2006.godine u odgovoru na jednoglasnu rezoluciju pravne komisije, francuska Narodna skupština jednoglasno je donela rezoluciju da se postavi parlamentarna komisija za ispitivanje uticaja kultskih pokreta i posledice njihovih običaja na fizičko i mentalno zdravlje maloletnika.30 članova komisije činilo je Žorž Fenek ( Georges Fenech) (predsednik),Filip Vulk ( Philippe Vuilque) (izvestilac), Martin David ( Martine David) i Alan Gest ( Alain Gest) (potpredsednici), Žan Pjer Brard (Jean-Pierre Brard) i Rudi Sejls(Rudy Salles) (sekretari).
Komisija je predstavila svoj izveštaj skupštini – 19.decembra 2006.godine. Izveštaj je sadržao 50 preporuka čiji je cilj da zaštite ugroženu decu. Predsednik komisije za ispitivanje optužio je javne službenike(funkcionere) (posebno biro za kultove Ministarstva unutrašnjih poslova) za "nemar, čak i uslužnost(popustljivost, učtivost)“. Izjasnio je njegovu zapanjenost na manjak dobre definicije za profesiju psihoterapeuta , koje je opisao kao "rudnike za kultove" gde gurui cvetaju. 

## Spoljašnje veze
- Official December 1995 report on cults